# Marek Biliński
Marek Biliński (Szczecin, 1953. május 17. –) lengyel zeneszerző, billentyűs, szintetizátor-játékos; a lengyel elektronikus zene egyik legnépszerűbb képviselője.

## Pályafutása
Zenei tanulmányait Poznańban végezte. Népszerűségét első nagylemeze, az 1983-ban kiadott Ogród króla świtu (A hajnal királyának kertje) alapozta meg. A következő évben Ucieczka z tropiku (Menekülés a trópusokról) kislemezének videóját az év legjobb lengyel videóklipjének szavazták meg. Az 1980-as évek első felében a lengyel közönség rendszeresen a legjobb insztrumentális zeneszerzőnek választotta.
1986-tól négy éven keresztül a kuvaitvárosi zeneakadémián tanított; az ottani élményei ihlették az arabos hangzású Dziecko słońca (A nap gyermeke) lemezét. Egy koncertet is tervezett Kuvait 30. éves fennállásának ünnepére, de az öbölháború kirobbanását eredményező, káosszal és erőszakkal járó iraki megszállás meghiúsította a tervet.
Az 1990-es évek második felében filmekhez és tévéadásokhoz is szerzett zenét. Jean-Michel Jarre-hoz hasonlóan rendszeresen ad látványos fényjátékkal egybekötött, nagyszabású szabadtéri koncerteket.

## Diszkográfia

### Stúdióalbumok
- Ogród króla świtu (1983)
- E ≠ mc² (1984)
- Wolne loty (1986)
- Ucieczka do tropiku (1987)
- Dziecko słońca (1994)
- Fire (2008)
- Mały książę (2010)

### Kislemezek
- Fontanna radości / Taniec w zaczarowanym gaju (1982)
- Dom w dolinie mgieł / Ucieczka z tropiku (1983)
- Porachunki z bliźniakami (1984)
- Kosmiczne opowiadania / Gorące lato (1985)
- Refleksje I-IV (1998)

### Egyéb
- Mabi Plays World Hits (1993)
- Marek Biliński The Best of (1998)
- Best of the Best (2014)